# 藍色大門
《藍色大門》，2002年由台灣導演易智言執導的電影，曾於2002年第55屆坎城影展「導演雙週」單元展映，及第23屆香港電影金像獎最佳亞洲電影的提名。在台灣的票房超過新台幣500萬元，是2000年代台灣電影少有的佳績。

## 劇情簡介
孟克柔與林月珍是同一所高中的同班同學，兩人情同姊妹，無話不談。一天月珍告訴克柔她喜歡同校的游泳隊健將張士豪，要求克柔代為表白。當克柔拗不過月珍哀求，上前向士豪示愛時，月珍卻害羞地跑掉了，士豪因此誤以為克柔是因為害羞，才假藉替朋友表白來認識他。士豪被克柔深深吸引而開始追求她，但克柔卻始終逃避避重就輕。士豪深深不解，最後，克柔向士豪吐露了一個秘密，於是他們之間不再只是單純的朋友關係。

## 登場人物
藍色大門的拍攝背景為臺北的國立臺灣師範大學附屬高級中學，故事裡的三位主角也設定就讀於師大附中。
孟克柔
桂綸鎂飾。出身於單親家庭，家中開小吃攤維生，喜歡林月珍。受林月珍的請求，幫忙拿情書給張士豪，但張士豪卻誤以為孟克柔對他示愛。
林月珍
梁又琳飾。克柔的同班同學，喜歡張士豪卻害羞不敢表達出來，於是拜託好友孟克柔幫忙向士豪告白，卻在最後一刻仍然逃走，讓張士豪誤會。
張士豪
陳柏霖飾。天蠍座O型，參加吉他社與游泳隊，小便會分岔。性格單純，說話十分直接，對孟克柔有好感。最大的願望除了參加游泳比賽獲得冠軍外，就是做克柔的男朋友。

## 主題曲
- 〈小步舞曲〉
作詞、作曲：陳綺貞
編曲：李雨寰
演唱：陳綺貞

### 插曲
- 1976〈愛的鼓勵〉
- Frente! （页面存档备份，存于）〈Accidently Kelly Street〉

## 參展紀錄
- 2002年5月16日：法國坎城影展「導演雙週」
- 2002年9月8日：加拿大多倫多國際影展
- 2002年10月26日：日本東京影展
- 2002年：第08屆韓國釜山影展
- 2002年：美國西雅圖影展競賽
- 2002年：加拿大溫哥華影展
- 2003年1月10日：泰國曼谷國際影展
- 2003年3月1日：澳洲阿德雷得國際影展
- 2003年4月12日：土耳其伊斯坦堡國際影展
- 2003年6月14日：美國三藩市國際同志影展
- 2003年8月3日：愛爾蘭都柏林國際同志影展
- 2003年9月9日：荷蘭海洋影展
- 2003年9月9日：美國威斯康辛州密爾瓦基同志影展
- 2002年10月2日：第47屆亞太影展
- 2004年11月4日：比利時Holebi同志影展

## 軼事
- 劇中主角塗鴉簽名的牆壁，現已被師大附中校方整修重建。
- 電影中的游泳池也改建成室內游泳池，新游泳池已於2022年11月啟用。
- 據悉，本片改編自真人真事，劇中三位主角在師大附中校園內確有其人，分別是67X班的溫姓學長與朱姓、鄒姓兩位學妹。

## 外部連結
- （繁體中文） 電影官方網站
- 開眼電影網上《藍色大門》的資料（繁體中文）
- 豆瓣电影上《藍色大門》的資料 （简体中文）
- 时光网上《藍色大門》的資料（简体中文）
- AllMovie上《藍色大門》的资料（英文）
- 爛番茄上《藍色大門》的資料（英文）
- 香港影庫上《藍色大門》的資料（繁體中文）
- 互联网电影数据库（IMDb）上《藍色大門》的资料（英文）